# Оцьери
Оцьери (итал. Ozieri) — коммуна в Италии, располагается в регионе Сардиния, подчиняется административному центру Сассари.
Население составляет 11 257 человек (на 2004 г.), плотность населения составляет 44,9 чел./км². Занимает площадь 252,45 км². Почтовый индекс — 7014. Телефонный код — 079.
Покровителем коммуны почитается святой Антиох. Праздник ежегодно празднуется 13 ноября.
По данному населённому пункту названа археологическая культура Оциери.